# Mark Spiegler
Mark Spiegler là một người đại diện tài năng cho các nữ diễn viên khiêu dâm và là người sáng lập ra Spiegler Girls, thường được coi là một trong những cơ quan hàng đầu của ngành công nghiệp điện ảnh dành cho người lớn.
Spiegler đã được giới thiệu vào AVN Hall of Fame vào năm 2012.

## Đầu đời
Spiegler được nuôi nấng và lớn lên ở West Hollywood, California và theo học trường trung học Hollywood High School. Anh ấy là người Do Thái. Anh ta tốt nghiệp trường Đại học bang California, Northridge với bằng Cử nhân về Kinh tế và trở thành một thương nhân chứng khoán sau đó.

## Sự nghiệp

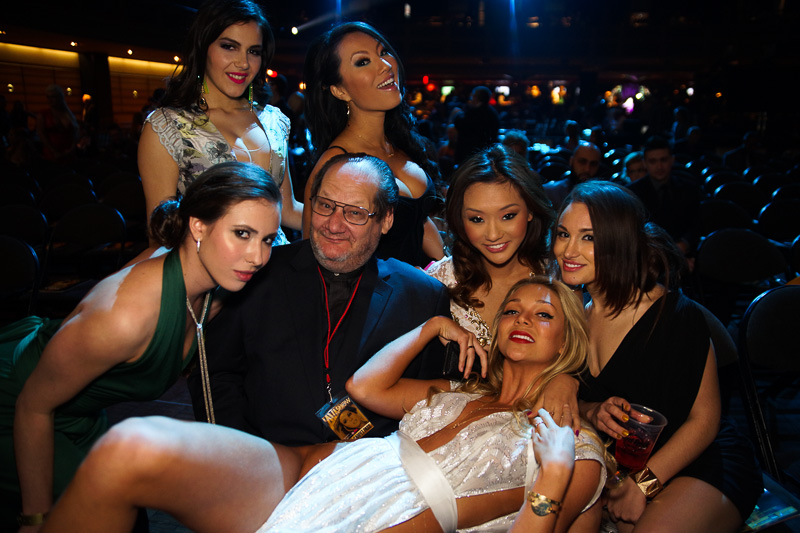
Mark Spiegler (ở giữa) với Spiegler Girls Valentina Nappi, Asa Akira, Alina Li, Gabriela Paltrova, Jessie Andrews và Casey Calvert tại giải AVN Awards năm 2014

Spiegler bắt đầu làm việc trong ngành công nghiệp điện ảnh dành cho người lớn làm trợ lý sản xuất trong những năm 1980, trong khi những năm 1990 anh làm việc như một nhà sản xuất cho 96 phim khiêu dâm .
Spiegler bắt đầu làm việc như một cơ quan sau khi nữ diễn viên khiêu dâm người Pháp Lisa Crawford yêu cầu anh đại diện cho cô ta. Năm 1999, anh bắt đầu làm đại lý cho Topp Models, nhưng vào năm 2003, anh thành lập cơ quan chính của riêng bản thân mình, Spiegler Girls, một thành viên của Hiệp hội Thương mại Tài năng Người lớn được Cấp phép (LATATA).
Spiegler đề cập đến bản thân mình như là "Người bảo trợ của Tarts" trên danh thiếp của mình. Anh cũng được gọi là "Ari Emanuel of porn" bởi một hãng thông tin truyền thông chính thống, như The Hollywood Reporter và The Daily Beast. LA Weekly gọi anh là "Ari Gold of porn" .
Spiegler đã xuất hiện trên The Tyra Banks Show, The Burn with Jeff Ross và bộ phim tài liệu Đức 9 to 5: Days in Porn.
Vào tháng 2 năm 2009, Spiegler bị dính vào một vụ kiện tụng trị giá 3 triệu đôla vì đã phỉ báng nhân vật chống lại giám đốc bộ phim khiêu dâm Skeeter Kerkove, người đã cáo buộc Spiegler đã quan hệ tình dục bằng miệng từ bốn khách hàng của mình (Jayna Oso, Katja Kassin, Melissa Lauren và Katsuni) để đổi lấy việc tìm kiếm công ăn việc làm cho họ nhưng tất cả bốn người biểu diễn đã ký các bản tuyên bố, nói rằng các cáo buộc của Kerkove là sai và Spiegler đã chiến thắng được 85.000 đô la thiệt hại vào tháng 12 năm 2010.